# Diferencial total
En análisis matemático, la diferencial total de una función real de diversas variables reales corresponde a una combinación lineal de diferenciales cuyos componentes (coeficientes) son los del gradiente de la función.
Formalmente el diferencial total de una función es una 1-forma o forma pfaffiana y puede ser tratada rigurosamente como un elemento de un espacio vectorial de dimensión n, donde n es el número de variables dependientes de la función.
Por ejemplo, si {\displaystyle z=z(x,y)\,} una función diferenciable entonces el diferencial total de z es:
{\displaystyle dz={\frac {\partial z}{\partial x}}dx+{\frac {\partial z}{\partial y}}dy\in \Lambda ^{1}(\mathbb {R} ^{2})}

## Representación
En cálculo vectorial, la diferencial total de una función {\displaystyle f:\mathbb {R} ^{n}\rightarrow \mathbb {R} } se puede representar de la siguiente manera:
{\displaystyle \mathrm {d} f=\sum _{i=1}^{n}{\frac {\partial f}{\partial x_{i}}}dx_{i}}
donde f es una función {\displaystyle f=f(x_{1},x_{2},..\;..,x_{n})\,}.

## Derivada total
La derivada total viene de derivar una función {\displaystyle f} que tiene variables {\displaystyle (x,y,z)} que dependen de otras variables {\displaystyle x=x(t),y=y(t),z=z(t)}. En ese caso, se puede derivar la función respecto a t, y se obtiene que:
{\displaystyle {\frac {\mathrm {d} f}{\mathrm {d} t}}={\frac {\partial f}{\partial x}}\cdot x'+{\frac {\partial f}{\partial y}}\cdot y'+{\frac {\partial f}{\partial z}}\cdot z'}
donde x' es la derivada respecto a t de x, {\displaystyle x'={\frac {\mathrm {d} x}{\mathrm {d} t}}} al igual que y', z'.
Se vuelve necesaria distinguir la notación de derivada total de la parcial cuando se deriva una función del tipo {\displaystyle f(t,x,x')} que es fundamental para el cálculo de variaciones, donde aquí la variable x depende del tiempo {\displaystyle x=x(t),\ x'={\frac {\mathrm {d} x}{\mathrm {d} t}}} Entonces derivar respecto al tiempo queda
{\displaystyle {\frac {\mathrm {d} f}{\mathrm {d} t}}={\frac {\partial f}{\partial t}}+{\frac {\partial f}{\partial x}}\cdot x'+{\frac {\partial f}{\partial x'}}\cdot x''}

### 1 Ejemplo
Una función sencilla:
{\displaystyle y=x^{2}+3x+58}
{\displaystyle {\frac {\mathrm {d} y}{\mathrm {d} x}}=2x+3}
{\displaystyle \mathrm {d} y=(2x+3)\mathrm {d} x}

### 2 Ejemplo
Un ejemplo más complejo e ilustrativo:
{\displaystyle z=f(x,y)=x^{3}+\sin(y)}
{\displaystyle {\frac {\partial z}{\partial x}}=3x^{2}}
{\displaystyle {\frac {\partial z}{\partial y}}=\cos(y)}
{\displaystyle \mathrm {d} z={\frac {\partial z}{\partial x}}\mathrm {d} x+{\frac {\partial z}{\partial y}}\mathrm {d} y=3x^{2}\mathrm {d} x+\cos(y)\mathrm {d} y}

## Ecuaciones en diferenciales totales
Dadas {\displaystyle P:A\subseteq \mathbb {R} ^{2}\longrightarrow \mathbb {R} ,\ Q:B\subseteq \mathbb {R} ^{2}\longrightarrow \mathbb {R} } dos funciones con {\displaystyle \scriptstyle {\frac {\partial P}{\partial y}}} y {\displaystyle \scriptstyle {\frac {\partial Q}{\partial x}}} continuas en algún subconjunto de A ∩ B, si se supone a este último no vacío.
| La ecuación {\displaystyle P(x,y)\,\mathrm {d} x+Q(x,y)\,\mathrm {d} y=0} se llama ecuación en diferenciales totales. |

Puede demostrarse que el primer miembro de esta ecuación es una diferencial total si y solo si 

{\displaystyle {\frac {\partial P}{\partial y}}={\frac {\partial Q}{\partial x}}.}

Estas ecuaciones también se llaman ecuación diferencial exacta.